# Criminalité en Corée du Nord

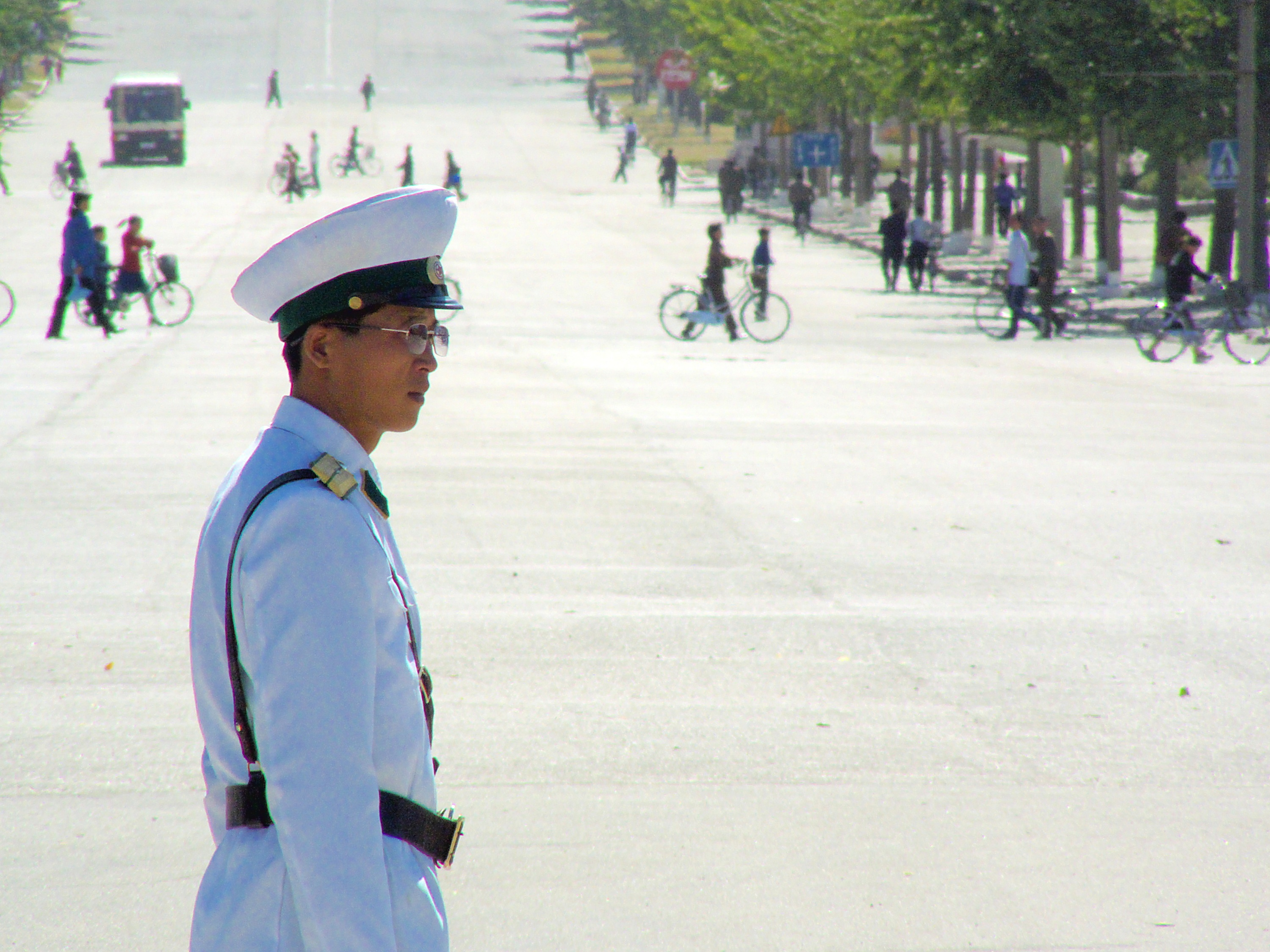
Un policier nord-coréen supervisant le trafic routier à Kaesong, en Corée du Nord, en 2008.

La criminalité en Corée du Nord est un sujet difficile à documenter en raison de l'opacité du régime et du manque de transparence des autorités nord-coréennes. La majorité des informations disponibles sur ces sujets proviennent de témoignages de transfuges, de rapports d'organisations non gouvernementales et de certaines enquêtes internationales.

## Type de criminalité

### Meurtres
De nombreuses personnes en Corée du Nord sont frappées par la pauvreté et, par conséquent, ont souvent recours à des mesures extrêmes pour survivre. Plusieurs lanceurs d'alertes ont rapporté avoir entendu des rumeurs selon lesquelles le meurtre et le cannibalisme sévissent dans le pays. Ces rumeurs sont apparues pour la première fois pendant la Grande Famine de 1994 à 1998.
Le Livre blanc de 2014 de l'institut coréen pour l'unification nationale sur les droits de l'homme en Corée du Nord énumère douze exécutions publiques entre 2004 et 2010 pour meurtre. Parmi les victimes, on retrouve des amants, un conjoint, un créancier et un administrateur d'hôpital.

### Crime politique
En Corée du Nord, toute critique perçue des dirigeants politiques du pays est considérée comme une grave offense. La trahison est également prise très au sérieux. Un comportement traître peut être, par exemple, une tentative de fuite du pays ou simplement l'éloge de n'importe quel aspect de la culture étrangère. Traverser la frontière nord vers la Chine ou la Russie est illégal, mais cette loi est moins strictement appliquée, en raison du grand nombre de Nord-Coréens franchissant la frontière à la recherche d'un emploi.
La critique ou le rejet du socialisme, ou bien la mollesse dans la défense de ce principe, est un crime politique grave. Cette catégorie d'infractions comprend tout ce qui menace le système socialiste, par exemple diriger une entreprise privée ou voler des produits agricoles tels que du maïs, du riz ou des pommes de terre.

### Étrangers accusés de crimes contre le pays
Un certain nombre de citoyens américains ont été inculpés en Corée du Nord pour des crimes présumés contre la nation. Ces inculpations englobent l'intrusion illégale dans le pays ou l'affichage de signes d'hostilité envers le pays. Deux journalistes américains ont été condamnés aux travaux forcés après avoir été reconnus coupables de crimes contre la nation. Ils ont été libérés au cours de la même année, lors de la visite de Bill Clinton au dirigeant nord-coréen Kim Jong-il pour négocier leur libération.
En avril 2013, le voyageur américain Kenneth Bae, également connu sous le nom de Pae Jun Ho, a été accusé d'avoir comploté pour renverser le gouvernement nord-coréen. Les médias d'État affirment que des preuves peuvent étayer l'allégation. Il a depuis été libéré et autorisé à retourner aux États-Unis. Selon la loi nord-coréenne, un tel acte est passible soit d'une peine de prison à perpétuité, soit de la peine de mort. En 2016, Otto Warmbier, un étudiant américain, est arrêté par les autorités nord-coréennes à l'aéroport international de Pyongyang, alors qu'il s'apprête à quitter le pays. Warmbier fait partie d'un groupe de touristes organisés qui avait parcouru le pays. Les autorités nord-coréennes accusent Warmbier d'avoir volé une affiche de propagande dans son hôtel. Warmbier est condamné à 15 ans d'emprisonnement. Pendant sa détention, Warmbier tombe dans le coma et il est libéré après 17 mois de détention, mais ne reprendra jamais connaissance. Il meurt en 2017.

### Prostitution et mariages d'enfants
La prostitution en Corée du Nord est illégale et, selon le gouvernement nord-coréen, n'existe pas. Cependant, le gouvernement emploierait environ 2 000 femmes, connues sous le nom de Kippumjo, pour fournir des services sexuels aux hauts fonctionnaires. Il existe également un trafic d'êtres humains répandu dans le pays. Les femmes et les filles sont souvent vendues à l'étranger, principalement en Chine, où elles sont soumises à la prostitution forcée ou au mariage forcé. D'autres personnes, essentiellement des femmes, après avoir émigré en Chine, finissent par être kidnappées par des trafiquants à leur arrivée.

### Corruption
La corruption est très répandue en Corée du Nord. Elle est classée 174e sur 176 pays selon l'indice de perception de la corruption en 2012 établi par Transparency International, à égalité avec la Somalie et l'Afghanistan, faisant du pays l'une des nations les plus corrompues sur Terre. Les sanctions  imposées par le régime contre, par exemple, l'accès aux médias étrangers, conduisent de nombreux habitants à corrompre certains membres de la police afin d'obtenir des avantages. Selon certaines sources, la délation est moins importante depuis quelques années.